# Giovanni Borsotti
Giovanni Borsotti, né le 18 décembre 1990 à Briançon (France), est un skieur alpin italien. Sa sœur Camilla est aussi une skieuse alpine de haut niveau.

## Biographie
Giovanni Borsotti participe à ses premières courses FIS en 2005. Il fait ses débuts en Coupe d'Europe en 2007 puis en Coupe du monde en 2009. En 2009, il remporte aussi une médaille aux Championnats du monde junior, en bronze lors du combiné. En 2010, il gagne sa première épreuve de Coupe d'Europe, un slalom géant à Trysil et marque ses premiers points en Coupe du monde. En 2011, il est sélectionné pour ses premiers Championnats du monde à Garmisch-Partenkirchen où il se classe 28e en slalom géant, avant de gagner son premier titre national sur le super G.

## Palmarès

### Championnats du monde
| Épreuve / Édition | Garmisch-Partenkirchen 2011 |
| Slalom géant      | 28e                         |

### Championnats du monde junior
- Garmisch-Partenkirchen 2009 :
  -  Médaille de bronze sur le combiné.

### Coupe du monde
- Meilleur classement général : 68e en 2012.
- Meilleur résultat : 11e.

### Coupe d'Europe
- Meilleur classement général : 3e en 2011.
- 2 victoires.

### Festival olympique de la jeunesse européenne
- Médaille d'or du slalom géant en 2007

### Championnats d'Italie
- Vainqueur du super G en 2011.